# Isopeda
Isopeda là một chi nhện trong họ Sparassidae.

## Hình ảnh

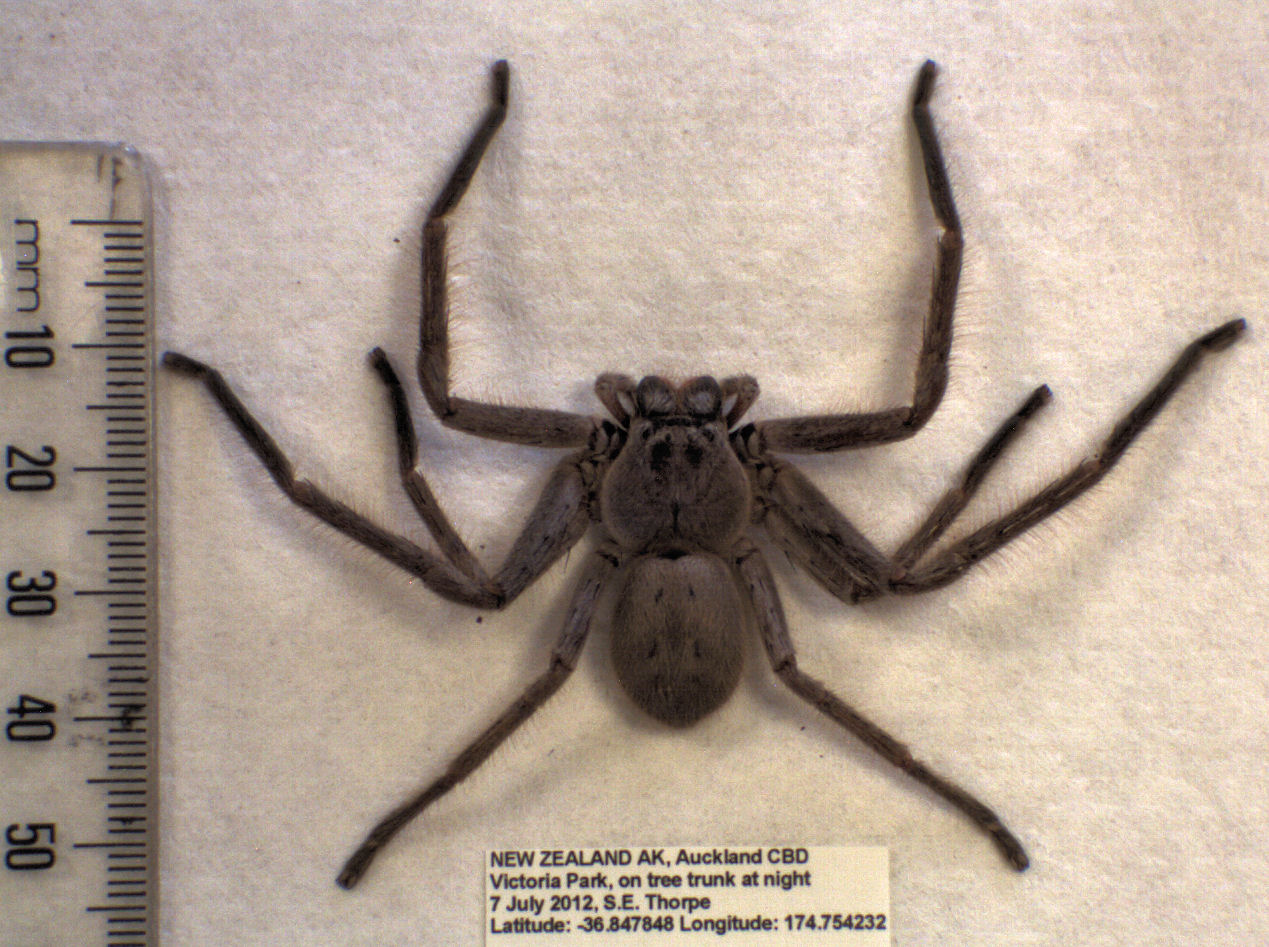